# ISO 4
ISO 4 is een internationale standaard die een uniform systeem definieert voor het afkorten van de namen van tijdschriften. Het ISSN Internationaal Centrum, dat door de International Organization for Standardization (ISO) is aangewezen als registration authority voor deze standaard, houdt daartoe een lijst bij van standaard afkortingen van woorden, de List of Title Word Abbreviations. De ISO 4 afkortingen worden veel gebruikt in de wetenschappelijke literatuur.